# 1996 BL2
1996 BL2 är en asteroid i huvudbältet som upptäcktes den 26 januari 1996 av den japanska astronomen Takao Kobayashi vid Ōizumi-observatoriet.
Asteroiden har en diameter på ungefär 3 kilometer.